# (400276) 2007 RC246
(400276) 2007 RC246 es un asteroide perteneciente al cinturón de asteroides, descubierto el 21 de agosto de 2007 por el equipo del Lowell Observatory Near-Earth-Object Search desde la Estación Anderson Mesa (condado de Coconino, cerca de Flagstaff, Arizona, Estados Unidos).

## Designación y nombre
Designado provisionalmente como 2007 RC246.

## Características orbitales
2007 RC246 está situado a una distancia media del Sol de 2,442 ua, pudiendo alejarse hasta 2,996 ua y acercarse hasta 1,887 ua. Su excentricidad es 0,227 y la inclinación orbital 3,181 grados. Emplea 1393,91 días en completar una órbita alrededor del Sol.

## Características físicas
La magnitud absoluta de 2007 RC246 es 17,9.